# 강준서
강준서(2000년 10월 13일 ~ )는 KBO 리그 삼성 라이온즈의 외야수이다.

## 삼성 라이온즈시절
2023년에 입단하였다. 2023년 9월 1일 NC 다이노스와의 경기에 출전하며 데뷔 첫 경기를 치렀고, 경기에서 3타수 무안타를 기록했다.

## 출신 학교
- 대연초등학교
- 부산 대천중학교
- 부산공업고등학교
- 동의대학교